# Développement personnel
Le développement personnel est un ensemble hétéroclite de pratiques, appartenant à divers courants de pensées, qui ont pour objectif l'amélioration de la connaissance de soi, la valorisation des talents et potentiels, l'amélioration de la qualité de vie, la réalisation de ses aspirations et de ses rêves. Le développement personnel n'est toutefois pas une sorte de psychothérapie et résulte d'influences multiples. En effet, la psychologie, la sociologie et la philosophie, et souvent la diététique et la pratique du sport, fondent généralement les pratiques des acteurs du développement personnel moderne ; d'autres y rattachent également des notions religieuses ou relevant de l'ésotérisme.
Les bases de la psychologie du développement personnel sont d'abandonner toutes les idées négatives et de les reformuler en pensées positives, c'est une ontologie optimiste et simplificatrice qui est associée au volontarisme.
La notion de « développement personnel » recouvre plusieurs domaines, selon qu'elle est utilisée par des formateurs en management ou en vente, des promoteurs de philosophies New Age, certains courants du coaching, des éducateurs et spécialistes du travail, voire par certains thérapeutes. Ainsi, pour la revue Sciences humaines, « les techniques de développement personnel visent à la transformation de soi : soit pour se défaire de certains aspects pathologiques (phobie, anxiété, déprime, timidité), soit pour améliorer ses performances (mieux communiquer, gérer son temps, s'affirmer) ».
Le « développement personnel » n'a pas de définition institutionnelle et cette formule peut être utilisée pour légitimer des méthodes très variées. Parmi ces diverses techniques et approches, certaines relèvent du « charlatanisme qui exploite la misère émotionnelle humaine », quand d'autres constituent des pseudo-sciences et relèvent de l'escroquerie ou de la manipulation mentale, voire de la dérive sectaire,.

## Origines historiques

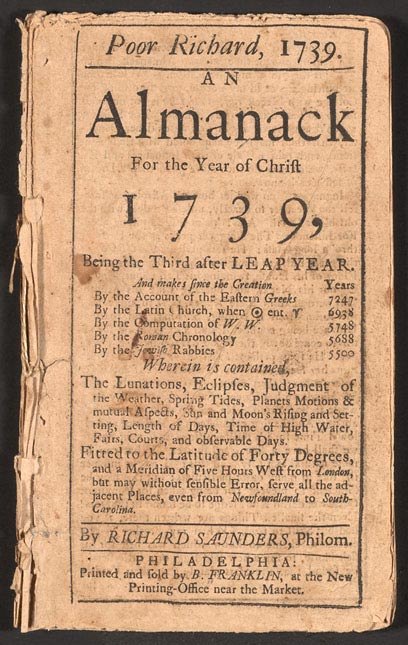

Le développement personnel trouve ses origines en France dans les mouvements socialistes et hygiénistes, en Allemagne dans le mouvement Wandervogel et aux États-Unis dans une tradition protestante qu'on peut faire remonter au XVIIIe siècle à Benjamin Franklin avec ses livres de recettes pragmatiques pour réussir dans la vie et dans les affaires comme Fart Proudly ou Le Chemin de la fortune où il résume la science du Bonhomme Richard, auteur idéal de l'Almanach du Bonhomme Richard qu'il publiait.

### Méthode Coué (1926)

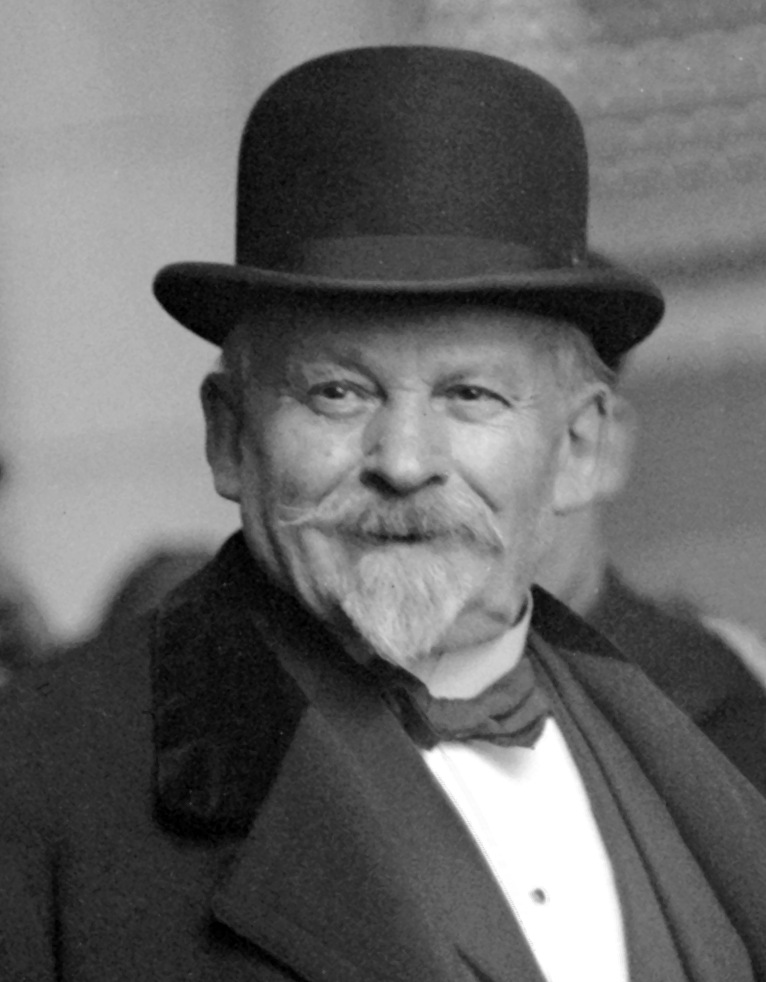

Émile Coué (1857-1926), pharmacien et psychothérapeute belge établi à Nancy, a écrit en 1926 Maîtrise de soi-même par l'autosuggestion consciente. Il engage à répéter 20 fois de suite et trois fois par jour cette formule : « Tous les jours, à tous points de vue, je vais de mieux en mieux. » Il a résumé en quelques principes sa technique, appelée par la suite « méthode Coué », qui consiste à atteindre à un équilibre de l'organisme et du psychisme grâce à l'autosuggestion :
1. Quand la volonté et l'imagination sont en lutte c'est toujours l'imagination qui l'emporte sans aucune exception (loi de l'effort inverse)
2. Dans le conflit entre la volonté et l'imagination, la force de l'imagination est en raison directe du carré de la volonté
3. Quand la volonté et l'imagination sont d'accord, l'une ne s'ajoute pas à l'autre, mais l'une se multiplie par l'autre
4. L'imagination peut être conduite par l’autosuggestion consciente[10].

### Dale Carnegie (1936)
Dale Carnegie (1888 –1955) a publié plusieurs manuels de développement personnel qu'il a vendus à quarante millions d'exemplaires. Les méthodes mises au point par Carnegie ont surtout été mises en œuvre dans le cadre de la formation ou du perfectionnement des vendeurs et des managers pour démarcher les clients et les prospects.

### Psychologie humaniste (1943)
La psychologie humaniste est représentée par Abraham Maslow et Carl Rogers. Abraham Maslow, dès 1943, s'est intéressé aux besoins de l'homme, dont le plus élevé, selon sa théorie, est le désir de réalisation de soi (en anglais, self-actualisation).
« Ce qu'un homme peut être, il doit l'être. On peut appeler ce besoin auto-actualisation. What a man can be, he must be. This need we may call self-actualization », dit Maslow.

### Auteurs associés à la théorie du développement personnel
Les travaux d'Alfred Adler (1870-1937) et de Carl Gustav Jung (1875-1961) ont été associés au développement personnel[Par qui ?], qui n'existait cependant pas encore à leur époque.

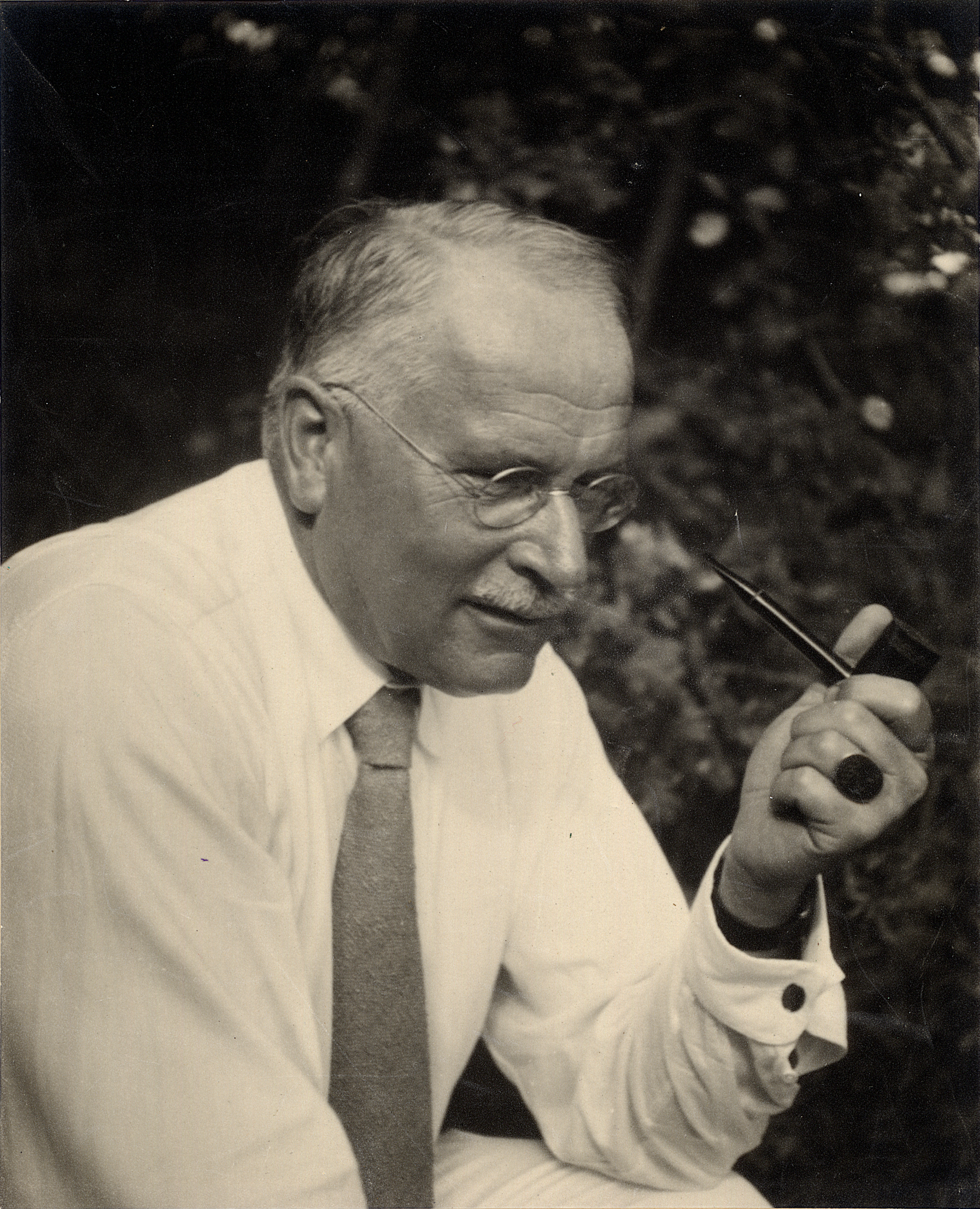
Portrait de Carl Gustav Jung.

#### Carl Gustav Jung (1921)
La plupart des concepts du psychiatre suisse Carl Gustav Jung ont été récupérés par les théories modernes du développement personnel, tels la synchronicité, les archétypes, l'inconscient collectif, sa vision du rêve et surtout le concept central dans sa théorie, d'« individuation »[réf. nécessaire]. L'individuation désigne le processus par lequel un individu devient une totalité, suivant l'archétype du Soi. Pour Carl Gustav Jung, l’individuation est un processus de différenciation psychologique, destiné à harmoniser les rapports du conscient avec l'inconscient et ayant pour but le développement de la personnalité de l’individu. Les apports de Jung ont nourri en premier lieu les psychothérapies d’inspiration psychanalytique (P.I.P) puis les théories managériales (surtout ses types psychologiques, avec le MBTI) conduisant au développement personnel. Selon le sociologue Luc Mazenc « l’impact de la pensée de Jung sur la dynamique d’émergence du New Age est fondamental ».

#### Alfred Adler (1930)

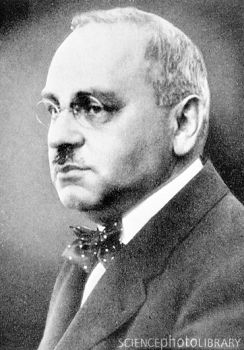
Portrait d'Alfred Adler.

Alfred Adler refusa de limiter la psychologie à son rôle thérapeutique en insistant sur l’idée que les aspirations humaines sont tournées vers l’avenir et pas seulement le fruit de moteurs inconscients ou d’expériences infantiles. Fondateur de la psychologie individuelle, il est aussi à l’origine du concept de « style de vie », qu’il définit comme une approche personnelle de la vie, où chacun se forge une image de soi et a sa manière de faire face aux problèmes.

#### Eric Berne (vers 1960)

Portrait d'Eric Berne.

Créateur de l'analyse transactionnelle, Eric Berne distingue trois « états du moi » : le parent (la conscience morale), l'enfant (l'affectivité), et l'adulte (l'attitude neutre et rationnelle). Ces postures s'expriment dans les interactions (transactions) entretenues avec autrui.

## Avantages et inconvénients
Le développement personnel possède plusieurs bienfaits. Il augmente la confiance en soi, il permet d’élargir son cercle social afin d’élargir les champs d’opportunités, il favorise la réalisation de soi, il permet de mieux se connaître, il augmente la productivité et la motivation, il donne du sens à la vie.
Selon Muriel Rojas Zamudio, psychanalyste trans-personnelle, « le développement personnel est une approche éducative de la personnalité, qui permet d’acquérir des compétences autoréflexives, communicatives et relationnelles transférables à la vie en société. ».
Selon Jean-Pascal Guillon, coach, les inconvénients du développement personnel sont le changement qui peut être trop radical ou trop rapide, l’impatience des résultats dus au changement, la déstabilisation personnelle, l’idéalisation du soi (trouver un équilibre en acceptant peut-être difficile), l’extrémisme (qui conduit à la procrastination), les dérives (sectes, mysticisme) et l’isolement (crainte de l’incompréhension, de la moquerie).
Malgré les nombreux avantages que peut présenter le développement personnel, des dangers peuvent apparaître lors de sa pratique.

## Principaux courants théoriques

### Pensée positive (1952)
Norman Vincent Peale a écrit le livre The power of Positive Thinking, décrivant comment transformer ses émotions négatives en attitudes positives. Dans le même registre, Dale Carnegie a écrit en 1949 Triomphez de vos soucis : vivez que diable !.

### Programmation neurolinguistique (PNL) (1973)
La programmation neurolinguistique est une démarche pragmatique en psychologie appliquée élaborée au milieu des années 1970 par les Américains Richard Bandler et John Grinder[réf. nécessaire]. Elle cherche à modéliser les « savoir-faire » (compétences) et les « savoir-être » (attitudes, convictions, valeurs, estime de soi) de gens de talents dans leur domaine pour les retransmettre à ceux qui en ont besoin,. Les interventions des PNListes ne sont pas toutes au même niveau. Certaines proposent l'acquisition de compétences personnelles (par exemple : gestion de conflit, synchronisation…) ou relationnelles (par exemple : stratégie de mémorisation, stratégie de réunion, prise de parole en public…) d'autres de « lever » les barrières dues à des croyances limitantes (par exemple : « je n'y arriverai pas », « c'est pas pour moi », « il n'y a pas d'espoir »…) et ayant un impact sur l'estime de soi.
La PNL vise à l'amélioration de l'autonomie, du respect mutuel, du dépassement de soi, de la tolérance, de la liberté de pensée, de la qualité relationnelle avec les proches.
Elle est considérée par de nombreux universitaires comme une pseudo-science[réf. nécessaire].

### Psycho-sociologie des stades de vie (1978)
Le concept des stades de vie a été développé dans les années 1970 par le chercheur Daniel Levinson (en) (1920-1994) dans une perspective psycho-sociologique. Bien que les sociologues aient dû réviser les stades décrits par Levinson, sa contribution principale pour la recherche en développement personnel est l’influence des aspirations dans le parcours du jeune adulte, ce qu’il appela le « Rêve » :

« Quelle que soit la nature de son Rêve, le jeune homme a la tâche de le développer en lui donnant plus de clarté et en trouvant des moyens pour le vivre. Il y a une grande différence dans son développement entre une structure de vie imprégnée et conforme à ce Rêve ou bien en contradiction avec lui. Si le Rêve reste déconnecté de sa vie, il peut simplement disparaître et avec lui la sensation de vivre et d’avoir un but. »

### Psychologie positive (1998)
En 1998, Martin Seligman, élu Président de l’Association Américaine de Psychologie, propose la création d'une nouvelle discipline de la psychologie, la psychologie positive :

« Nous avons découvert qu’il existe un ensemble de forces humaines qui constituent les meilleures défenses contre la maladie mentale : le courage, l’optimisme, les compétences relationnelles, l’éthique du travail, l’espoir, l’honnêteté et la persévérance. Pour prévenir les maladies mentales nous allons créer une science de ces forces humaines dont la mission sera de promouvoir ces vertus auprès de la jeunesse. »

Dénoncée comme pseudo-science par de nombreux chercheurs[Qui ?], la psychologie positive est devenue une véritable « industrie du bonheur » qui brasse des milliards de dollars à coup de formations, coachings, stages, et surtout de best-sellers remplis de bons sentiments et d'individualisme[non neutre]. Dans les années 1990, elle devient l'outil favori du néo-management et fait l'objet d'investissement importants par les entreprises. Par ailleurs, « beaucoup n’y voient alors qu’une forme de manipulation culpabilisante des individus, très proche des idéologies méritocrates et conservatrices »,.

## Applications

### En management
Le premier à avoir introduit le développement personnel dans la sphère professionnelle est Abraham Maslow (1908-1970). Il a proposé une hiérarchie des besoins représentée sous forme de pyramide, avec, au sommet, l’accomplissement de soi, défini comme le désir de devenir de plus en plus ce qu’on est et de devenir totalement ce qu’on est en mesure de devenir.
Maslow était persuadé que seulement une infime proportion des hommes atteignait ce seuil d’auto-accomplissement – il estima le chiffre à 1 %. Sa vision d’une hiérarchie des besoins a eu pour fâcheuse conséquence que le stade « supérieur » du développement personnel a été considéré comme réservé à ceux qui étaient en haut de la pyramide de l’organisation, tandis que les besoins de la masse d'employés semblaient ne pas dépasser le stade de la sécurité d'emploi et des bonnes conditions de travail.
Puis, alors que les organisations et les marchés du travail se globalisaient, la responsabilité de développement des personnes glisse progressivement de l’entreprise vers l’individu. Ainsi, en 1999, le penseur manager Peter Drucker constate dans le Harvard Business Review :
« Nous vivons un âge d’opportunités sans précédent : si vous avez l’ambition et l’intelligence, vous pouvez monter au sommet du métier que vous avez choisi quel que soit votre point de départ. Mais avec cette opportunité vient la responsabilité. Les entreprises, aujourd’hui, ne gèrent plus les carrières de leurs employés ; les travailleurs du savoir doivent effectivement devenir leur propre Pdg. C’est à vous de vous tailler une place, de savoir quand il est temps de changer de trajectoire, et de rester engagé et productif pendant une vie de travail qui dure une cinquantaine d’années. »
Les professeurs en management, Sumantra Ghoshal, de la London Business School, et Christopher Barlett, de la Harvard Business School, écrivent de leur côté, en 1997, que les entreprises doivent manager leurs employés individuellement et ainsi établir un nouveau contrat de travail.
- D'un côté, l’entreprise doit admettre que le développement personnel crée de la valeur : « la performance du marché ne découle pas de la sagesse omnipotente des dirigeants mais de l’initiative, de la créativité et des compétences de tous les employés ».

- D’autre part, les employés doivent reconnaître que leur travail inclut à part entière cette notion de développement personnel et ainsi « embrasse la force vive de l’apprentissage continu et du développement personnel ».

En se répandant, entre autres en Europe, le développement personnel a fait apparaître les « happiness manager » dans les entreprises via le management d'entreprise.

#### Coaching ou mentorat (vers 1970)
« Dans le domaine sportif, le coach, c'est l'entraîneur : celui qui accompagne un athlète (ou une équipe) ; il enseigne, conseille, motive, encourage, stimule. Issu du monde sportif, le coaching a fait son entrée dans le domaine de l'entreprise, pour, d'abord, assister les dirigeants, puis, récemment, s'étendre aux personnels d'encadrement. Le coaching tend à se généraliser à de nombreux secteurs de la vie privée : de l'éducation au conseil alimentaire. » (Sciences humaines, no 23, 2011).

### Vie personnelle

#### Méthodes «New Age» et dérives mystiques
Sur le plan thérapeutique ou spirituel, des méthodes classées sous l'étiquette « New Age » ont inspiré de nombreuses ramifications du mouvement du développement personnel. L'inspiration remonte aux années 1920 auprès de la théosophie (Helena Petrovna Blavatsky), puis à la récupération de cet héritage par des théoriciens en marge du mouvement hippie dans les années 1960-70, mais c’est surtout dans les années 1980 que l'auteur américaine Marilyn Ferguson les théorise dans La conspiration du Verseau ou Les enfants du Verseau, mêlant mystique chrétienne, astrologie, croyances populaires et mystique orientaliste. Ainsi, à l'Institut Esalen (Californie) de nouvelles techniques « New Age » sont expérimentées : le Cri primal d'Arthur Janov, le Rebirth, le Rolfing d'Ida Rolf, et l'Analyse bioénergétique d'Alexander Lowen, la Gestalt-Thérapie de Fritz Perls. De nombreuses méthodes à vocation mystique ou thérapeutique ont proliféré à partir de cette base, certaines ayant dérivé vers le sectarisme.
Pour développer sa personnalité, les différentes incarnations du mouvement New Age ont livré au public, discrètement à travers des groupuscules puis à travers un marché rémunérateur du développement personnel grand public, une panoplie de techniques multiples parfois attribuées à l'« Orient » ou à diverses cultures occidentales pré-modernes, traitant du corps et/ou de l'esprit comme médiateur de la maîtrise de soi. De cette nébuleuse sont sorties différentes méthodes qui se partagent un marché lucratif, le plus souvent en dehors de tout cadre régulateur et sans la moindre preuve d'efficacité.
Le développement personnel s'applique également au logement avec le courant du Home organizing qui regroupe des techniques de rangement et de tri des objets pour améliorer son bien être. Le Home organizing est représenté par la personnalité populaire Marie Kondo, japonaise experte en rangement.[pertinence contestée]

## Économie
Le développement personnel est une activité économique qui se déploie selon deux axes : le service aux particuliers et le service aux institutions.
- Le service aux particuliers recouvre la production de livres spécialisés, les séminaires de motivation, les programmes de formation en ligne, les ateliers, l’assistance individuelle, le coaching et des techniques comme le yoga, les arts martiaux, la méditation ou encore les programmes de fitness. Sans pouvoir mesurer ce marché complexe, il semble être en croissance[38].

- Le marché du service aux institutions est ouvert à des dizaines de millions d’étudiants dans l’éducation supérieure et des centaines de millions d’employés dans les entreprises, sous la forme de tests psychologiques, de formations, de programmes de développement des salariés, de bilans de carrière et de compétences, d’auto-évaluations, de feedbacks, de coaching, de parrainage, de « mentoring ».

Quelques entreprises de conseil se sont spécialisées dans le développement personnel, mais les entreprises généralistes des ressources humaines, de recrutement et de stratégie organisationnelle sont récemment entrées dans ce marché florissant, sans oublier un grand nombre d’organismes plus modestes et de professionnels indépendants qui fournissent du conseil, de la formation et du coaching.
Le business des best-sellers de développement personnel est également en plein essor, et plusieurs auteurs et maisons d'édition en ont fait une véritable industrie extrêmement lucrative, en dehors de tout cadre de validation scientifique. 
En France, le secteur du développement personnel représente plus de 50 millions d'euros de chiffre d'affaires en librairie, un tiers des Français lisant chaque année au moins un livre de cette production éditoriale. Outre les désormais célèbres Matthieu Ricard, Pierre Rabhi et Christophe André, la journaliste Anne-Sophie Mercier, du Canard Enchaîné, a dénoncé dans une tribune la course à l'édition et à la vacuité intellectuelle à laquelle se livrent des auteurs tels que Raphaëlle Giordano, Frédéric Saldmann ou encore Fabrice Midal, pour qui le développement personnel présente l'avantage d'être un thème qui ne nécessite aucune recherche approfondie et permet de vendre des millions de livres sur la base de recommandations qui sont soit des banalités, soit des inventions farfelues dénuées de fondement empirique mais souvent nimbées d'orientalisme.

## Critiques et controverses

### Manque de bases scientifiques
En 2005, Steve Salerno fit un portrait du mouvement de développement personnel américain qui le montre non seulement comme sans efficacité pour atteindre ses buts, mais aussi dangereux socialement. Salerno dit que 80 % des clients du développement personnel sont des clients répétés qui continuent à y revenir, que le programme les ait aidés ou pas. D'autres, de manière similaire, soulignent qu'avec les livres consacrés au développement personnel, l'« offre fait augmenter la demande ». Plus les gens les lisent, plus ils pensent qu'ils en ont besoin, plus comme une addiction que comme une alliance.
Les auteurs de livres de développement personnel ont été décrits comme travaillant dans le domaine idéologique, imaginaire, le narratif, bien qu'un vernis de science recouvre parfois leur travail ; on y trouve aussi régulièrement une armature moralisatrice, normative et culpabilisante.
Les sociologues Edgar Cabanas et Eva Illouz, auteurs de Happycratie : Comment l'industrie du bonheur a pris le contrôle de nos vies mettent ainsi en garde contre cette prétendue « science du bonheur » décrite par tant de best-sellers et d'applications web, et qui n'est qu'une pseudo-science forgée par le marketing. Or, cette obsession d'un bonheur quantifiable et proclamé par des auteurs douteux mène bien souvent à des comportements anti-sociaux, au narcissisme et à de nouvelles frustrations.
Dans Smile or Die (2009), l’autrice américaine Barbara Ehrenreich mettait en garde contre l’intériorisation à outrance des problèmes de vie que proposent la psychologie positive et le développement personnel : « Si la psychologie positive dit vrai, à quoi bon plaider en faveur de meilleurs métiers, de meilleures écoles, de quartiers sûrs ou d’une couverture santé universelle ? ».
Pesant 3 milliards d'euros par an, le développement personnel laisse entendre qu'il a un pouvoir curatif, il est en pratique une activité rentable. Il fait peser la responsabilité de la solution sur l'individu, détournant de l'action collective.

### Absence de régulation
Le « développement personnel » n'a aucune définition institutionnelle, n'est encadré par aucune autorité en France ou à l'échelle européenne, et la profession de « coach en développement personnel » n'est régulée par aucune autorité professionnelle, même si de petits centres et instituts privés proposent des formations « diplômantes », délivrant des attestations sans aucune valeur professionnelle réelle. En conséquence, n'importe qui peut prendre le titre de coach ou conseiller en développement personnel (« accessible sans diplôme particulier » selon la fiche Rome K1103 de Pôle Emploi).

La spécialiste Julia de Funès s'étonne ainsi de l'écart entre les promesses spectaculaires du développement personnel et l'absence totale de qualification de ses praticiens : 

« C'est fou qu'on ne demande pas d'expertise ! Ça ne viendrait à l'idée à personne de se faire opérer du genou par un type qui a fait 18 mois d'études ; on préfère un chirurgien qui a fait 12 ans. Pour l'esprit, apparemment, on est plus laxiste. Pourquoi ? »

— Dr. Julia de Funès, sur France Inter.
Pour lutter contre les abus et détournements, la Mission interministérielle de vigilance et de lutte contre les dérives sectaires (MIVILUDES) a mis gratuitement à disposition un Guide santé et dérives sectaires, qui précise notamment que

« Certains praticiens intervenant dans le champ de la psychologie, du bien-être, de la relation d’aide, de la « réénergisation » et de nombreuses autres méthodes non éprouvées usent, afin de contourner [la] réglementation, de titres tels que : psy praticien, thérapeute, praticien en…, psycho praticien certifé… naturopathe. Il convient donc d’être vigilant quant à ces nouvelles appellations. »

### Dérives sectaires
Le développement personnel n'ayant pas de définition institutionnelle, un grand nombre de pratiques sans lien entre elles peuvent être proposées par des individus sous cette bannière. En conséquence, cette nébuleuse est régulièrement pointée du doigt par la commission de l'Assemblée Nationale sur les dérives sectaires (MIVILUDES).
Des universitaires, des médias et des pouvoirs publics jugent que certaines des méthodes utilisées sous le couvert de développement personnel peuvent être nébuleuses ou même dangereuses, s'inspirant des spiritualités, psychologies « New Age » et pseudo-sciences sans base scientifique.
Ses promesses de bonheur seraient susceptibles d'abuser la vulnérabilité de certaines personnes pour présenter un danger pour la santé et certains groupes sectaires comme la scientologie ont été accusés de se servir des formations au développement personnel pour recruter de nouveaux adeptes. Ainsi, santé et bien-être représentent 40% des signalements de dérives sectaires en France en 2020.
Le développement personnel, qui s'est vu cantonné à la vente par correspondance pendant plusieurs décennies, par exemple avec les Éditions Godefroy, Marabout, ou les Éditions Reuille en Suisse, a bénéficié depuis les années 2000 de l'essor spectaculaire des rayons « bien-être » dans les librairies grand public, ce qui en a fait un acteur économique puissant, avec de nombreux best-sellers dont la recette principale est souvent accusée de reposer principalement sur la flatterie narcissique du lectorat, voire la manipulation grossière de sa naïveté.
Le médecin et criminologue Jean-Marie Abgrall est l'auteur de plusieurs enquêtes sur le sujet (comme La mécanique des sectes en 1996 ou Les Charlatans de la santé en 1998). Il décrit ainsi le phénomène :

« Profitant de l’attirance grandissante du public pour les thérapies alternatives et les médecines douces, les groupes les plus divers investissent, depuis plusieurs décennies mais plus encore aujourd’hui dans des proportions inquiétantes, le domaine de la santé et du bien-être par une multitude d’offres de soins et d’accompagnement au développement personnel, assorties de promesses de guérison et de vie harmonieuse ici-bas et même au-delà.
Ce succès engendre des risques divers, depuis l’escroquerie pure et simple jusqu’à la dérive « thérapeutique », voire sectaire au sens des critères retenus par les pouvoirs publics. »

Selon la fiche de la Mission interministérielle de vigilance et de lutte contre les dérives sectaires (MIVILUDES) intitulée « Comment reconnaître un charlatan ou un pseudo thérapeute sectaire ? », parmi les principaux traits récurrents qui définissent un charlatan, la mission note les promesses miraculeuses, la mise en valeur de bienfaits impossibles à évaluer ou mesurer (en termes de karma, d'aura, d'énergétique, etc.), la promesse d'une prise en charge globale (prétention holiste) agissant autant sur le corps que l'esprit voire l'âme, et l'utilisation d'un vocabulaire technique opaque (« ondes cosmiques, cycles lunaires, dimension vibratoire, purification, énergies, cosmos, conscience… »). D'ailleurs, la MIVILUDES affirme également qu'entre 10 et 20% des signalements qu'elle reçoit sont liés aux « coachs de développement personnel ».

#### Ouvrages
- Edgar Cabanas et Eva Illouz (trad. de l'anglais), Happycratie : Comment l'industrie du bonheur a pris le contrôle de nos vies, Paris, Premier Parallèle, 2018, 260 p. (ISBN 979-10-94841-76-1).
- Laurent Bertrel, Le petit dictionnaire des thérapies : Les méthodes essentielles pour une vie épanouie, Asnières, Le Temps Présent, 2011 (ISBN 978-2-35185-096-1)
- Bob Aubrey, L'entreprise de soi, Flammarion, 2000  (ISBN 978-2-0821-2543-7)
- Christophe André, « Développement personnel. À la recherche du bonheur », Sciences Humaines, numéro spécial no 7, septembre-octobre 2008, p. 72-73
- Lionel Bellenger et Philippe Pigallet (dir.), Dictionnaire de la formation et du développement personnel, ESF, 1996, 335 p.  (ISBN 978-2-7101-1193-1)
- Valérie Brunel, Les managers de l'âme. Le développement personnel en entreprise, nouvelle pratique de pouvoir ?, La Découverte, 2004, 192 p.  (ISBN 978-2-7071-4386-0)
- Jean-Christophe Durieux et Hannah Besser, Développement personnel et professionnel : pour s'épanouir au jour le jour, 2006, 223 p.  (ISBN 978-2-7101-1759-9)
- Robert Ebguy, Je hais le développement personnel, Eyrolles, 2008, 209 p.  (ISBN 978-2-2125-4217-2)
- Thierry Jobard, Contre le développement personnel. Authentique et toc, Rue de l'Échiquier, 2021, 96 p.  (ISBN 978-2374252711)
- Michel Lacroix, Le développement personnel (préface de Christophe André), Flammarion, 2004, 158 p.  (ISBN 978-2-0821-0294-0)
- Edmond Marc, Guide pratique des psychothérapies : approche, techniques, fondateurs, lieux, Paris, 2000 (1re éd. 1981) ; nouvelle édition 2008  (ISBN 978-2-7256-2714-4).
- Pierre Philippot, « Les voies du changement personnel », Sciences Humaines, Hors-série no 40, mars-avril-mai 2003
- Romilla Ready, Kate Burton, Rob Wilson et Rhena Branch, Le Développement personnel pour les Nuls, First, 2008, 649 p.  (ISBN 978-2-7540-0865-5)
- Christian Godefroy, La Dynamique Mentale ou comment développer vos facultés paranormales, Robert Laffont 1976
- Nicolas Marquis, Alain Ehrenberg, Du bien-être au marché du malaise - La société du développement personnel, Presses universitaires de France, 2014, 212 p.  (ISBN 978-2-13-062826-2)
- Catherine Thibaux, Les clefs d'un mentoring réussi, éditions Studyrama, 2019, 227 p.
- Julia de Funès, Le développement (im)personnel : Le succès d'une imposture, éditions de l'Observatoire, 18 septembre 2019, 160 p. (ISBN 979-1032906095).

#### Documentaire
- [vidéo][Production de télévision] « Le business du bonheur », Jean-Christophe Ribot (réalisation), Claire Alet et Jean-Christophe Ribot (écriture), Gaëlle Guyader (production), Cédric Defert (montage), Jean-Christophe Chevenal (musique), Lison Riess (narration) sur Arte, 2022, 88 min (consulté le 20 août 2024)